# Stinson Voyager
O Stinson Voyager (também conhecido como Stinson Model 105 ou Stinson HW-75 ) 
foi um avião monoplano utilitário leve americano da década de 1940 construído pela Stinson Aircraft Company. 

## Desenvolvimento
Desenvolvido pela primeira vez como o Stinson Model 105 em 1939, o "Voyager" era um monoplano de asa alta reforçado de três lugares movido por um motor Continental A-75 de 75 cv (63,4 Kw) ou um Continental A-80-6 de 80 cv (67,7 Kw). 
 
Este foi desenvolvido no "Model 10" movido por um motor de pistão Continental A-80. 
 
O "Model 10" introduziu uma cabine mais ampla, bem como um padrão aprimorado para o interior e acabamento. 
 
O "Model 10" foi seguido pelo "Model 10A", movido por um motor Franklin 4AC-199 e o "Model 10B" com um Lycoming GO-145. 

Seis exemplares do "Model 10A" foram avaliados pela "United States Army Air Forces" (USAAF) com a designaçõ de YO-54. Os testes bem-sucedidos levaram a um pedido do O-62 um pouco maior e mais pesado, mais tarde denominado L-5 Sentinel. 

Vários exemplares do "Model 105" e do "Model 10A" foram entregues ao serviço da USAAF com a designação AT-19 (posteriormente L-9). 

Após a Segunda Guerra Mundial, o foi desenvolvido o "Model 108", sendo os protótipos convertidos como Modelo 10A. 

## Variantes

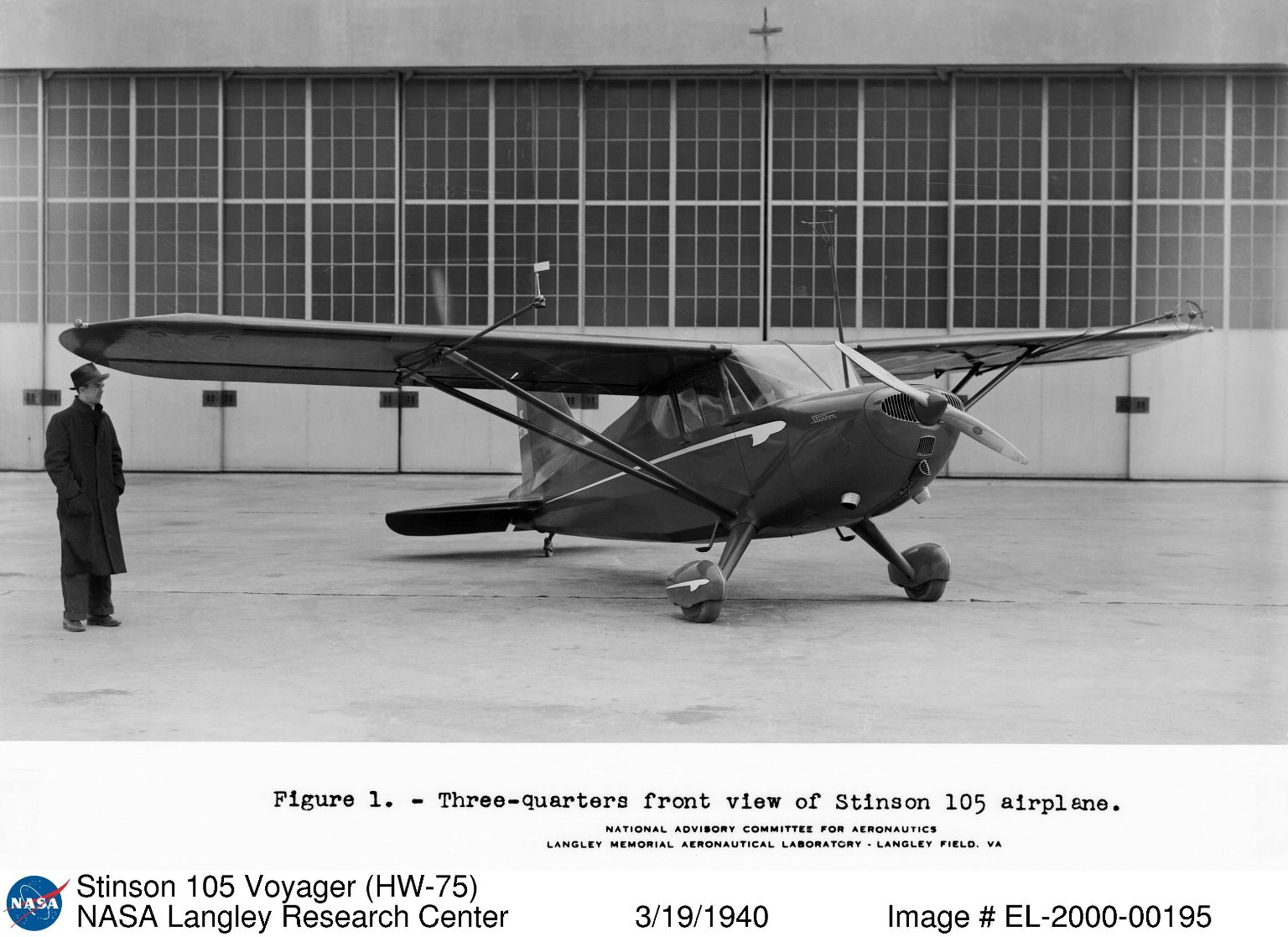
Um Stinson HW-75 em Langley.

Model 105
Variante de produção também conhecido como HW-75 (com um motor Continental A-75), ou HW-80 (com um motor Continental A-80), 277 construídos.
Model 10
Variante de produção aprimorada com um motor Continental A-80 de 80 cv, 260 construídos.
Model 10A
Variante com motor Franklin 4AC-199 de 90 cv, 515 construídos (10A e 10B).
Model 10B
Variante com motor Lycoming GO-145 de 75 cv, 515 construído (10A e 10B).
YO-54
Designação do Exército dos Estados Unidos para seis exemplares do Model 10 para avaliação.
AT-19A
Designação militar original para oito Modelos 105 impressos em 1942, posteriormente alterados para L-9A.
AT-19B
Designação original para 12 Voyagers modelo 10A, posteriormente alterada para L-9B.
L-9A
Designação final para oito Voyagers modelo 105 impressos, originalmente AT-19A.
L-9B
Designação final para 12 Voyagers modelo 10A impressos, originalmente AT-19B.

## Operadores
Brasil
- Força Aérea Brasileira - Model 105
- Marinha do Brasil - Model 105

 Canadá
- Royal Canadian Air Force

 Estados Unidos
- United States Army Air Forces

## Especificações (Típico Model 105)
Dados de: General Dynamics Aircraft e seus predecessores
Descrições gerais
- Tripulação: 1 piloto
- Capacidade: 2 passageiros
- Comprimento: 6,76 m (22 ft)
- Envergadura: 10,36 m (34 ft)
- Altura: 1,98 m (6,5 ft)
- Área alar: 14,4 m² (155 ft²)
- Peso vazio: 419 kg (924 lb)
- Peso de decolagem: 717 kg (1 580 lb)

Motorização
- Número de motores: 1x
- Tipo do motor: Continental A-75 a pistão de quatro cilindros horizontais e opostos com potências de 75 hp (55,9 kW)

Performance
- Velocidade máxima: 169 km/h (105 mph)
- Velocidade de cruzeiro (km/h): 160 km/h (99,4 mph)
- Alcance: 560 km (348 mi)
- Razão de subida: 2,2 m/s
- Tecto de serviço: 3 200 m (10 500 ft)

## Galeria

Alguns exemplares do Stinson Voyager
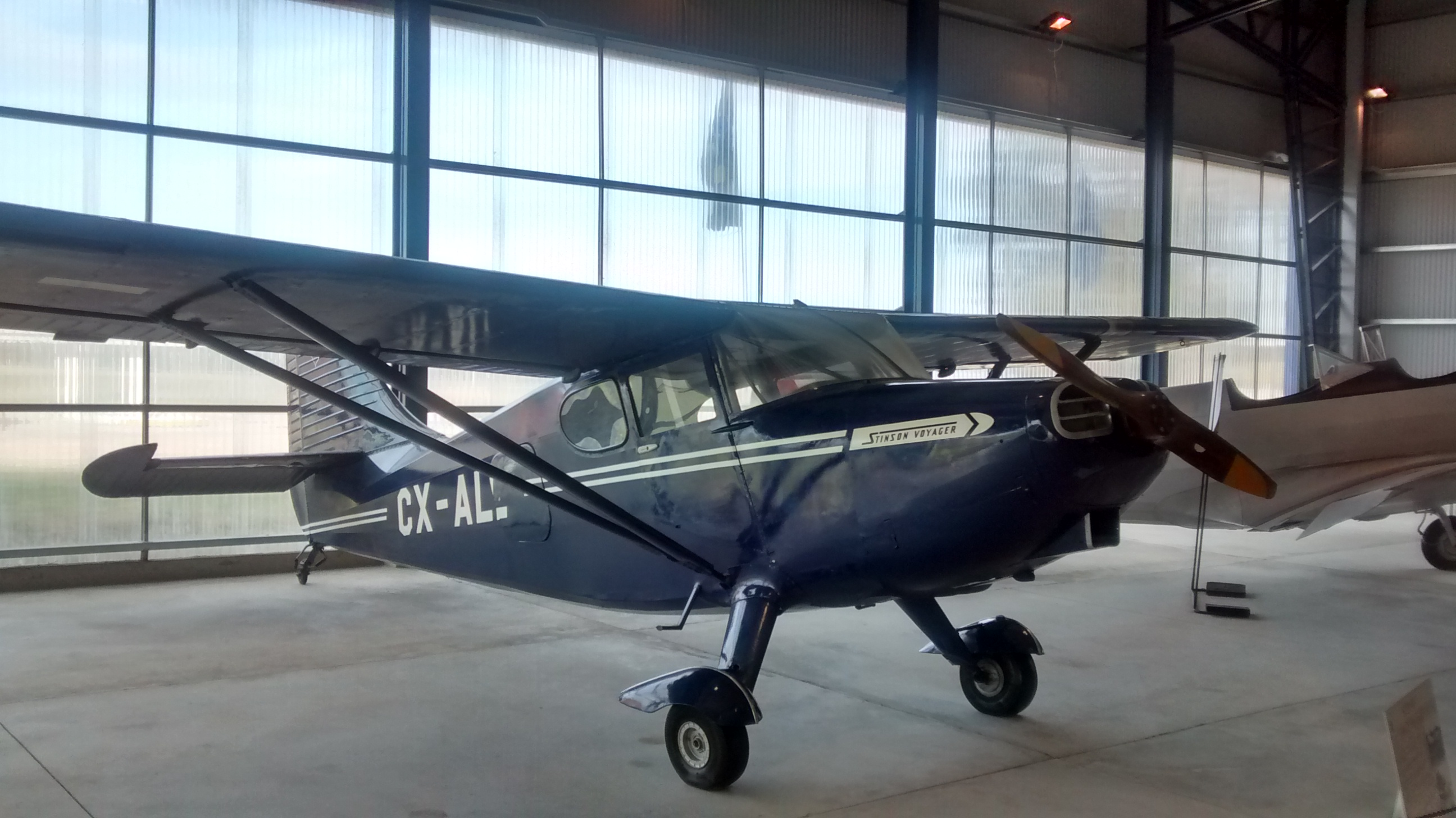
O Stinson 105 - matrícula CX-ALL.
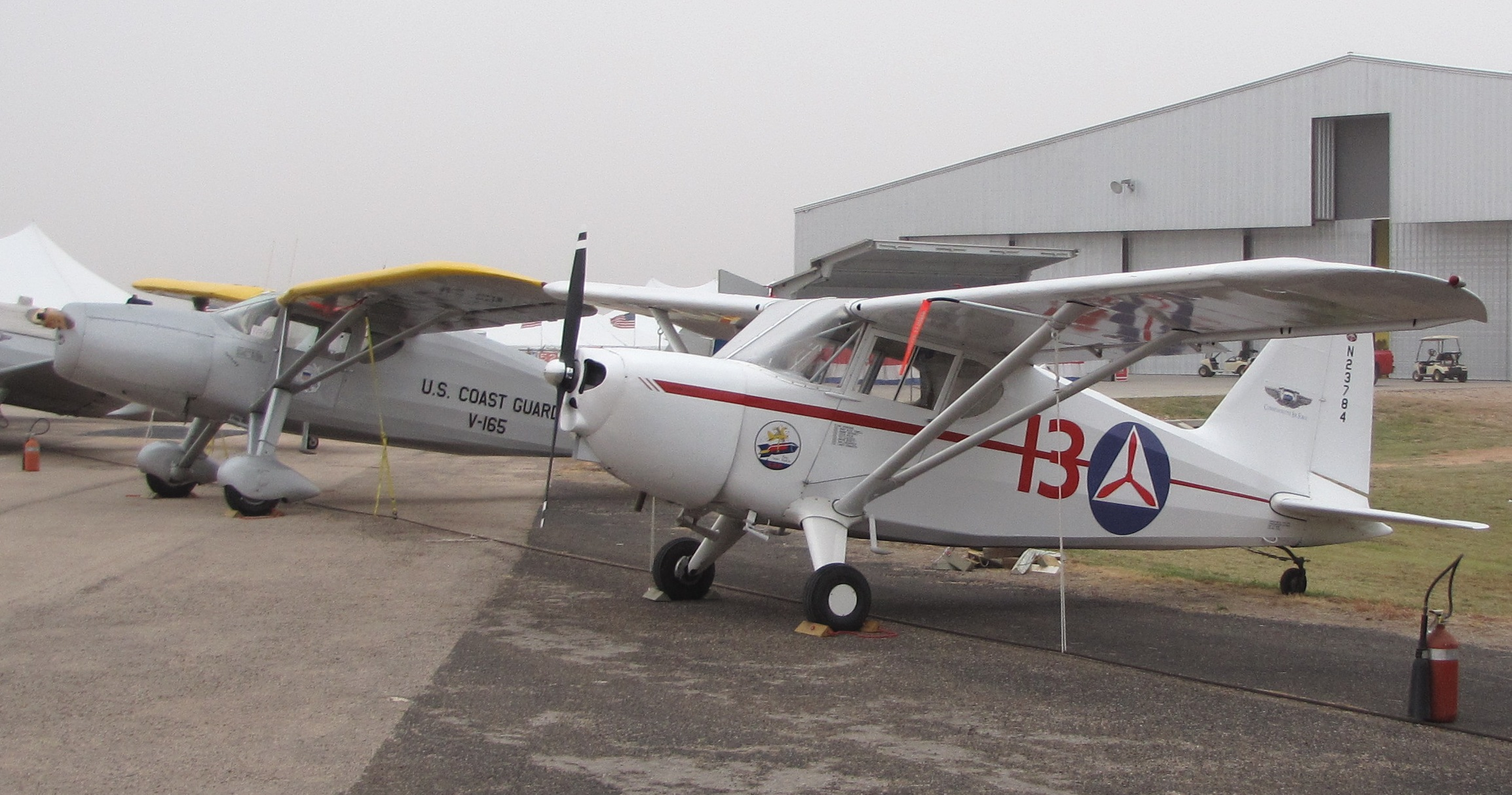
Um Stinson HW-75 nas cores da Civil Air Patrol.
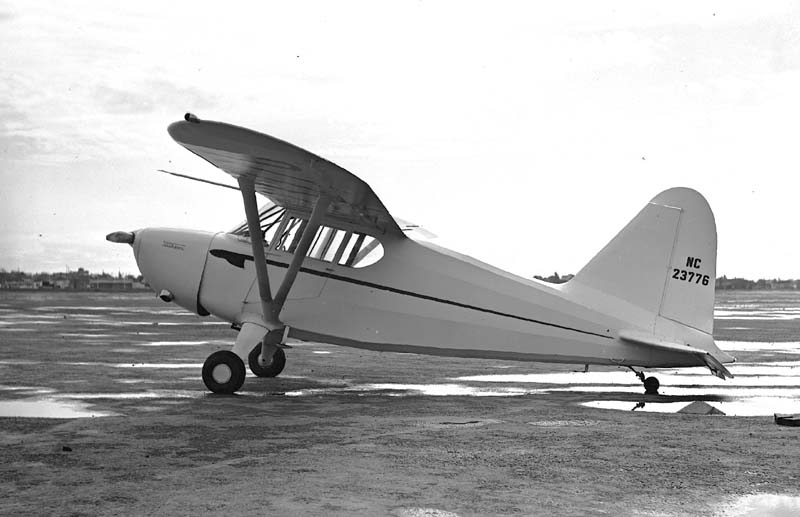
O Stinson 105 - matrícula NC-23776.